# Haute Sécurité (téléfilm)
Pour plus de détails, voir Fiche technique et Distribution.
Haute Sécurité est un téléfilm réalisé par Jean-Pierre Bastid, diffusé en 1988.

## Synopsis
Face à la montée de la délinquance, le Gouverneur décide de confier la sécurité de la ville à des policiers-robots, formidables machines mobiles et autonomes qui font appel à toutes les ressources de l'intelligence artificielle. Ces androïdes qui, en principe, ne sont pas programmés pour tuer, ne sont pas tout à fait au point...

## Fiche technique
- Titre : Haute Sécurité
- Réalisation : Jean-Pierre Bastid
- Montage : Allal Sahbi
- Son : Thierry Compain

## Distribution
- Juliet Berto : Fabienne
- Kader Boukhanef : Jacky
- Serge Marquand : Bottom
- Luc Moullet : Goreman
- François Viaur : Bolac
- Michel B. Dupérial : Sonny
- Laure Lecordille : Sylvie
- Jean-Pol Dubois
- Colette Marie